# Harrie de Kroon
Harrie de Kroon (* 1948) ist ein niederländischer Performancekünstler. Er lebt in Breda.

## Leben und Werk
Harrie de Kroon gehört zu der ersten Generation niederländischer Performancekünstler. Seine Performances sind oft aus einfachen Handlungen entwickelt und zeichnen sich durch Konzentration und Intensität der Handlung aus.

## Ausstellungen (Auswahl)
- 1988: Centre Georges Pompidou, Paris
- 1987: documenta 8, Kassel
- 1985: Urwut Museum Kunstpalast, Düsseldorf
- 1979: St. Sebastian Groninger Museum, Groningen[3]